# Michel Donato

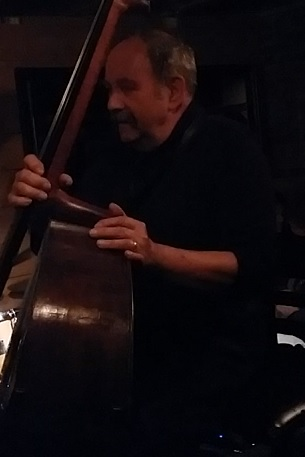
Michel Donato bei Le Dièse-Onze

Michel André Donato CM (* 25. August 1942 in Montréal) ist ein kanadischer Jazz-Bassist, Pianist und Komponist von Filmmusik.

## Leben und Wirken
Donatos Vater war Tenorsaxophonist und Bandleader, ein Onkel Pianist; er erlernte zunächst Akkordeon, mit 12 Jahren spielte er autodidaktisch Piano und mit 14 Jahren Bass. Von 1960 bis 1963 studierte er am Konservatorium Montréal bei Roger Charbonneau; 1964 spielte er im Orchestre symphonique de Montréal und 1968/69 in der Formation Aquarius Rising des Saxophonisten Brian Barley. Außerdem arbeitete er in den 1960er Jahren mit Carmen McRae, Charles Aznavour, Michel Legrand und anderen Künstlern. 1969 zog er nach Toronto, wo er u. a. mit Lenny Breau, Moe Koffman, Sonny Greenwich arbeitete. In Torontoer Clubs begleitete er gastierende Musiker wie Benny Carter, Art Farmer, Milt Jackson, Gerry Mulligan, Zoot Sims, Clark Terry und Dave McKenna und war als Studiomusiker tätig.
Anfang der 1970er Jahre ging er mit Oscar Peterson auf eine Welttournee und spielte mit Bill Evans in Kanada, lehnte aber ein Angebot ab, reguläres Mitglied von dessen Trio zu werden. Nach Aufnahmen mit Gerry Niewood (1976), Bernie Senensky und Buddy DeFranco (1977) kehrte er nach Montréal zurück und unterrichtete 1980 an der McGill University und der University of Montréal. Daneben arbeitete er 1982 mit eigenem Quintett, Mitte der 1980er Jahre mit Oliver Jones, Oscar Peterson/Louis Hayes und Lorraine Desmarais und mit der Sängerin Karen Young; das gemeinsame Album Contredanse wurde 1989 für den Juno Award nominiert. Ab 1990 bildete er ein Duo mit Alain Caron (Basse contre basse) und gründete eine Produktionsfirma für TV- und Filmmusik, für die er auch als Komponist tätig war. 2007 arbeitete Michel Donato im Trio mit dem Gitarristen Jon Geary und dem Akkordeonisten Marin Nasturica.
Donato wurde mit dem Order of Canada ausgezeichnet. 2001 erhielt er mit James Gelfand den Prix Jutra für die Filmmusik von The Orphan Muses (Les muses orphelines)